# 小林公生
小林 公生（こばやし きみお、1935年（昭和10年）-　）は、日本の実業家。カルピス株式会社代表取締役会長・社長を歴任した。現在はカルピス株式会社相談役・財団法人三島海雲記念財団名誉理事。

## 略歴
- 新潟県生まれ
- 新潟県立柏崎高等学校卒業
- 1958年（昭和33年）帯広畜産大学畜産学部卒業後、カルピス食品工業入社
- 1985年（昭和60年）同社取締役
- 1989年（平成元年）同社常務取締役
- 1991年（平成3年）同社専務取締役
- 1995年（平成7年）同社代表取締役社長に就任
- 1998年味の素と合弁会社のタイ味の素カルピスビバレッジ株式会社を設立
- 1997年（平成9年）社名をカルピスに変更
- その後、同社代表取締役会長を経て、相談役に就任